# Gutarzewo
Gutarzewo – wieś sołecka w Polsce położona w województwie mazowieckim, w powiecie płońskim, w gminie Sochocin. Leży nad Łydynią.
W latach 1975–1998 miejscowość administracyjnie należała do województwa ciechanowskiego.
W latach 20. XX wieku wieś stanowiła własność Stanisława Fortunata Rzempołuskiego herbu Prawomir, sędziego pokoju w Płońsku, wnuka Antoniego. Tuż przed II wojną światową majątek został sprzedany przez wdowę po nim.
Niedługo po wojnie został rozebrany dwór rodziny Rzempołuskich, wybudowany z drewna i z dachem pokrytym dachówką. Do dzisiaj zachowały się jedynie pozostałości parku dworskiego utrzymanego w stylu krajobrazowym.